# コブラの悩み (映像作品)
『コブラの悩み』は、1989年に発表されたRCサクセションのライブ・ビデオ。

## 解説
1988年8月13・14日の2日間、東京・日比谷野外大音楽堂にて行なわれたRCサクセションのコンサートを収録したビデオ。東芝EMIからのアルバム『COVERS』発売中止騒動の真っ只中に行われたライブだった。
1988年12月に発売されたライヴ・アルバム『コブラの悩み』の映像版だが、アルバム未収録の「ノイローゼ・ダンシング」「シェルター・オブ・ラヴ」が収録されている。
ビデオ・カバーはアルバムと僅かに違うデザインだが、LPとサイズが同じレーザーディスク（1989年2月22日発売）では帯のタイトルが『コブラの悩みII』とされている。
2002年にDVD化。

## 収録曲
1. アイ・シャル・ビー・リリースト
（作詞・作曲 - Bob Dylan、日本語詞 - 忌野清志郎）
2. 言論の自由
（作詞 - 忌野清志郎、作曲 - 肝沢幅一）
3. ノイローゼ・ダンシング
（作詞・作曲 - 仲井戸麗市・忌野清志郎）
4. 明日なき世界
（作詞・作曲 - P.F. Sloan、日本語詞 - 高石友也・忌野清志郎）
5. シェルター・オブ・ラヴ
（作詞・作曲 - 忌野清志郎）
6. 俺は電気
（作詞・作曲 - Bill Nelson、補作 - 仲井戸麗市）
7. あきれて物も言えない
（作詞・作曲 - 忌野清志郎）
8. 君はLOVE ME TENDERを聴いたか？（スペシャル・ショート・ヴァージョン）
（作詞・作曲 - 忌野清志郎）